# Dola Banerjee
Dola Banerjee, indijska lokostrelka, * 2. junij 1980.
Sodelovala je na lokostrelskem delu poletnih olimpijskih igrah leta 2004, kjer je osvojila 52. mesto v individualni in 8. mesto v ekipni konkurenci.